# Montmain (Seine-Maritime)
Pour les articles homonymes, voir Montmain.
Montmain est une commune française située dans le département de la Seine-Maritime en région Normandie.

## Géographie

### Localisation
La commune fait partie de la Métropole Rouen Normandie.
Le bourg est distant de 11 km de Rouen, de 3 km de Boos et de 10 km de la vallée de l'Andelle.
|                    | Bois-d'Ennebourg          |                |
| Saint-Aubin-Épinay | Montmain                  | Fresne-le-Plan |
| Boos               | La Neuville-Chant-d'Oisel | Mesnil-Raoul   |

### Géologie et relief
Sur le plan géologique, le sol est composé d’une couche de limon, terre végétale lourde et peu épaisse (parfois 40 cm) au-dessus d’une couche d’argile à silex, puis d’une couche de marne, celle-ci est, d’ailleurs, visible à fleur de terre à quelques endroits.

### Hydrographie
La commune est située dans le bassin Seine-Normandie. Elle est drainée par la Ravine,.

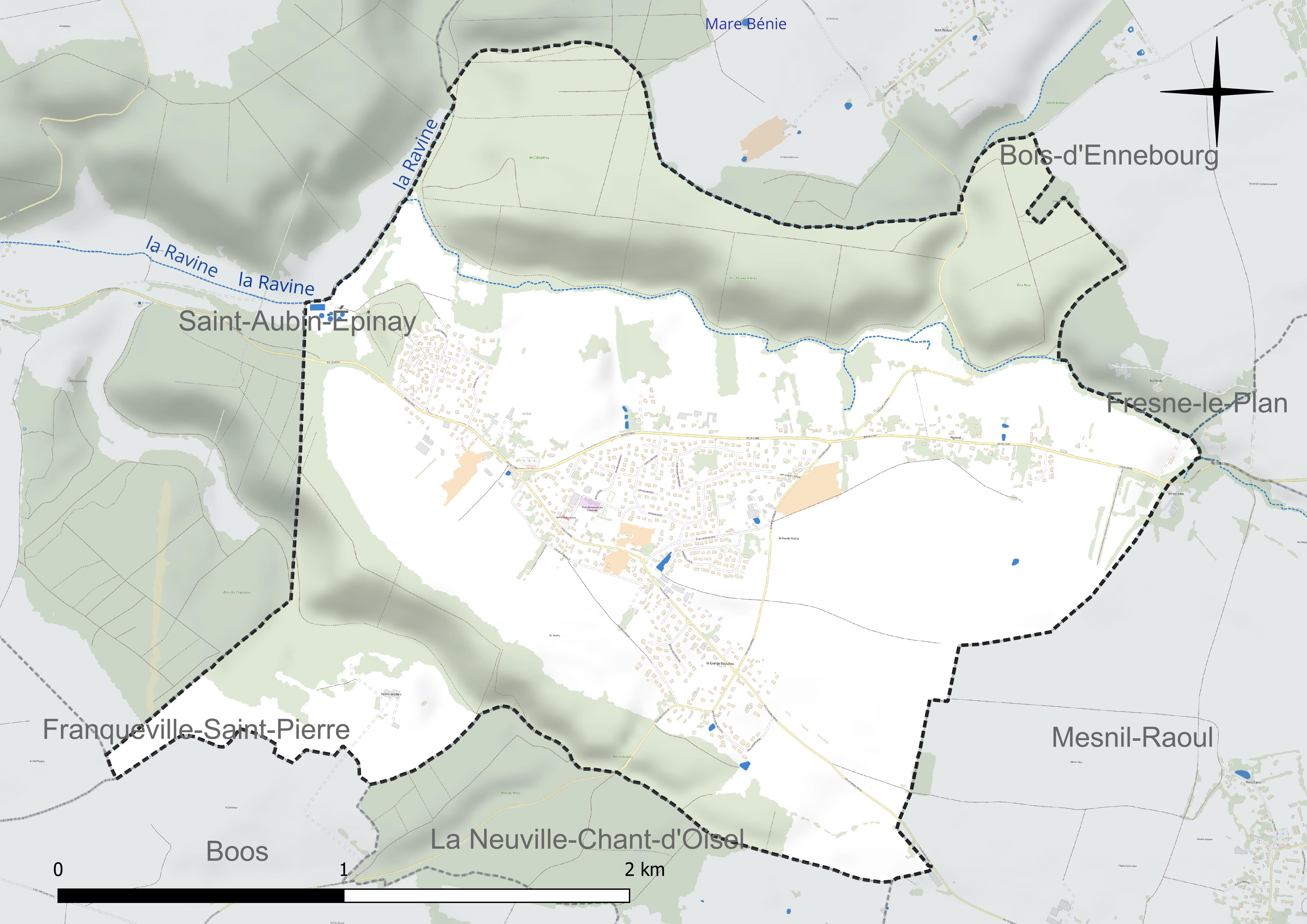
Réseau hydrographique de Montmain.

### Climat
Pour des articles plus généraux, voir Climat de la Normandie et Climat de la Seine-Maritime.
En 2010, le climat de la commune est de type climat océanique dégradé des plaines du Centre et du Nord, selon une étude du CNRS s'appuyant sur une série de données couvrant la période 1971-2000. En 2020, Météo-France publie une typologie des climats de la France métropolitaine dans laquelle la commune est exposée à un climat océanique et est dans la région climatique Côtes de la Manche orientale, caractérisée par un faible ensoleillement (1 550 h/an) ; forte humidité de l’air (plus de 20 h/jour avec humidité relative > 80 % en hiver), vents forts fréquents. Parallèlement le GIEC normand, un groupe régional d’experts sur le climat, différencie quant à lui, dans une étude de 2020, trois grands types de climats pour la région Normandie, nuancés à une échelle plus fine par les facteurs géographiques locaux. La commune est, selon ce zonage, exposée à un « climat maritime », correspondant au Pays de Caux, frais, humide et pluvieux, légèrement plus frais que dans le Cotentin.
Pour la période 1971-2000, la température annuelle moyenne est de 10,1 °C, avec une amplitude thermique annuelle de 13,8 °C. Le cumul annuel moyen de précipitations est de 818 mm, avec 12,5 jours de précipitations en janvier et 8,5 jours en juillet. Pour la période 1991-2020, la température moyenne annuelle observée sur la station météorologique la plus proche, située sur la commune de Boos à 3 km à vol d'oiseau, est de 10,9 °C et le cumul annuel moyen de précipitations est de 847,5 mm,. Pour l'avenir, les paramètres climatiques de la commune estimés pour 2050 selon différents scénarios d’émission de gaz à effet de serre sont consultables sur un site dédié publié par Météo-France en novembre 2022.

### Paysages
C’est une commune en grande partie boisée.

## Urbanisme

### Typologie
Au 1er janvier 2024, Montmain est catégorisée bourg rural, selon la nouvelle grille communale de densité à sept niveaux définie par l'Insee en 2022.
Elle est située hors unité urbaine. Par ailleurs la commune fait partie de l'aire d'attraction de Rouen, dont elle est une commune de la couronne,. Cette aire, qui regroupe 317 communes, est catégorisée dans les aires de 200 000 à moins de 700 000 habitants,.

### Occupation des sols
L'occupation des sols de la commune, telle qu'elle ressort de la base de données européenne d’occupation biophysique des sols Corine Land Cover (CLC), est marquée par l'importance des territoires agricoles (43,7 % en 2018), en diminution par rapport à 1990 (50,7 %). La répartition détaillée en 2018 est la suivante : 
forêts (38,9 %), terres arables (37,4 %), zones urbanisées (17,3 %), prairies (6,4 %). L'évolution de l’occupation des sols de la commune et de ses infrastructures peut être observée sur les différentes représentations cartographiques du territoire : la carte de Cassini (XVIIIe siècle), la carte d'état-major (1820-1866) et les cartes ou photos aériennes de l'IGN pour la période actuelle (1950 à aujourd'hui).

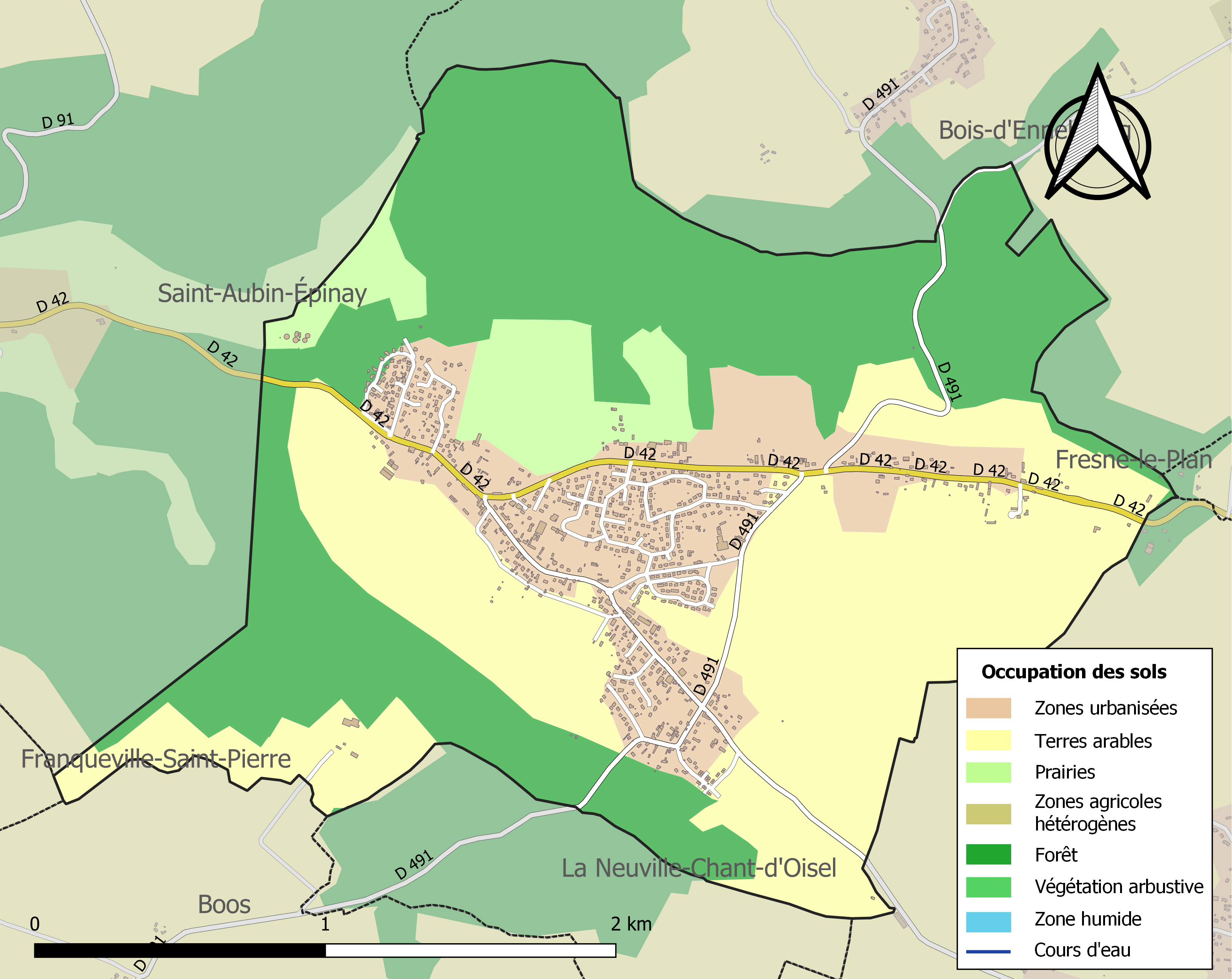
Carte des infrastructures et de l'occupation des sols de la commune en 2018 (CLC).

## Toponymie
Le nom de la localité est attesté sous les formes Monte maien en 1203, Mons Medius, Mont Moyen au XIIIe siècle, Mont Meen au XIVe siècle.
Mont « qui est au milieu, de taille moyenne ».

## Histoire
Montmain, Mont Médius, Monte Maïen, - au dire de certains, le Mont au milieu de la plaine ou le mont moyen – est un village dont l’origine remonterait à 800 ans. Il abritait alors soixante feux. Une grange dîmière appartenant au prieuré de Beaulieu existait alors et a donné son nom au hameau de la Grange Beaulieu.
L’église est citée dès 1240.
Sur le plan archéologique, on évoque une pierre présumée druidique et le passage d’une voie romaine dont on peut penser qu’elle suivait la ravine qui va de Saint-Aubin-Épinay à Bois-d’Ennebourg.
La présence d’une motte féodale serait à l’origine du hameau de la Haute Motte.
Au XVIIIe siècle, on dénombrait 47 habitants au hameau de la Grange Beaulieu, 160 au quartier du Montmain et 63 au hameau du Puits Guérard.
Au début du XXe siècle, Montmain comptait environ 300 habitants (75 feux). C’est de cette époque que datent les maisons de briques typiques de l’architecture rurale locale.
Le 1er janvier 2007, Montmain adhère à l'Agglomération de Rouen.

## Politique et administration
| Période                                  | Période   | Identité           | Étiquette | Qualité                                               |
| ---------------------------------------- | --------- | ------------------ | --------- | ----------------------------------------------------- |
| Les données manquantes sont à compléter. |           |                    |           |                                                       |
| 1933                                     | 1936      | Albert Hardy       |           | Industriel                                            |
| Les données manquantes sont à compléter. |           |                    |           |                                                       |
| juin 1938                                | mars 1971 | Maurice Cordonnier | MRP       |                                                       |
| mars 1971                                | mars 2001 | Marcel Claeys      | RPR       |                                                       |
| mars 2001                                | 2014      | Jean-Claude Le Fel | PS        | Directeur du service de gestion et de maintenance     |
| 2014                                     | 2024      | Ludivine Haraux    |           | Secrétaire de mairie Réélue pour le mandat 2020-2026, |
| 10 mars 2024                             | En cours  | Aymeric Baudel     |           |                                                       |

## Population et société

### Démographie
L'évolution du nombre d'habitants est connue à travers les recensements de la population effectués dans la commune depuis 1793. Pour les communes de moins de 10 000 habitants, une enquête de recensement portant sur toute la population est réalisée tous les cinq ans, les populations de référence des années intermédiaires étant quant à elles estimées par interpolation ou extrapolation. Pour la commune, le premier recensement exhaustif entrant dans le cadre du nouveau dispositif a été réalisé en 2006.

En 2022, la commune comptait 1 499 habitants, en évolution de +12,45 % par rapport à 2016 (Seine-Maritime : +0,35 %, France hors Mayotte : +2,11 %).
| 1793 | 1800 | 1806 | 1821 | 1831 | 1861 | 1876 | 1881 | 1886 |
| ---- | ---- | ---- | ---- | ---- | ---- | ---- | ---- | ---- |
| 322  | 320  | 334  | 366  | 323  | 292  | 260  | 244  | 230  |

| 1891 | 1896 | 1901 | 1906 | 1911 | 1921 | 1926 | 1931 | 1936 |
| ---- | ---- | ---- | ---- | ---- | ---- | ---- | ---- | ---- |
| 221  | 217  | 220  | 218  | 215  | 230  | 233  | 261  | 233  |

| 1946 | 1954 | 1962 | 1968 | 1975 | 1982 | 1990  | 1999  | 2006  |
| ---- | ---- | ---- | ---- | ---- | ---- | ----- | ----- | ----- |
| 251  | 255  | 315  | 310  | 611  | 710  | 1 048 | 1 416 | 1 340 |

| 2011  | 2016  | 2021  | 2022  | - | - | - | - | - |
| ----- | ----- | ----- | ----- | - | - | - | - | - |
| 1 380 | 1 333 | 1 448 | 1 499 | - | - | - | - | - |

### Cultes
Montmain appartient à la paroisse catholique Saint-Paul du Mesnil – Plateau de Boos qui fait partie du doyenné Rouen-Nord de l'archidiocèse de Rouen.

## Culture locale et patrimoine

### Lieux et monuments
- Église Saint-Nicolas.
- Jardins d'Angélique.

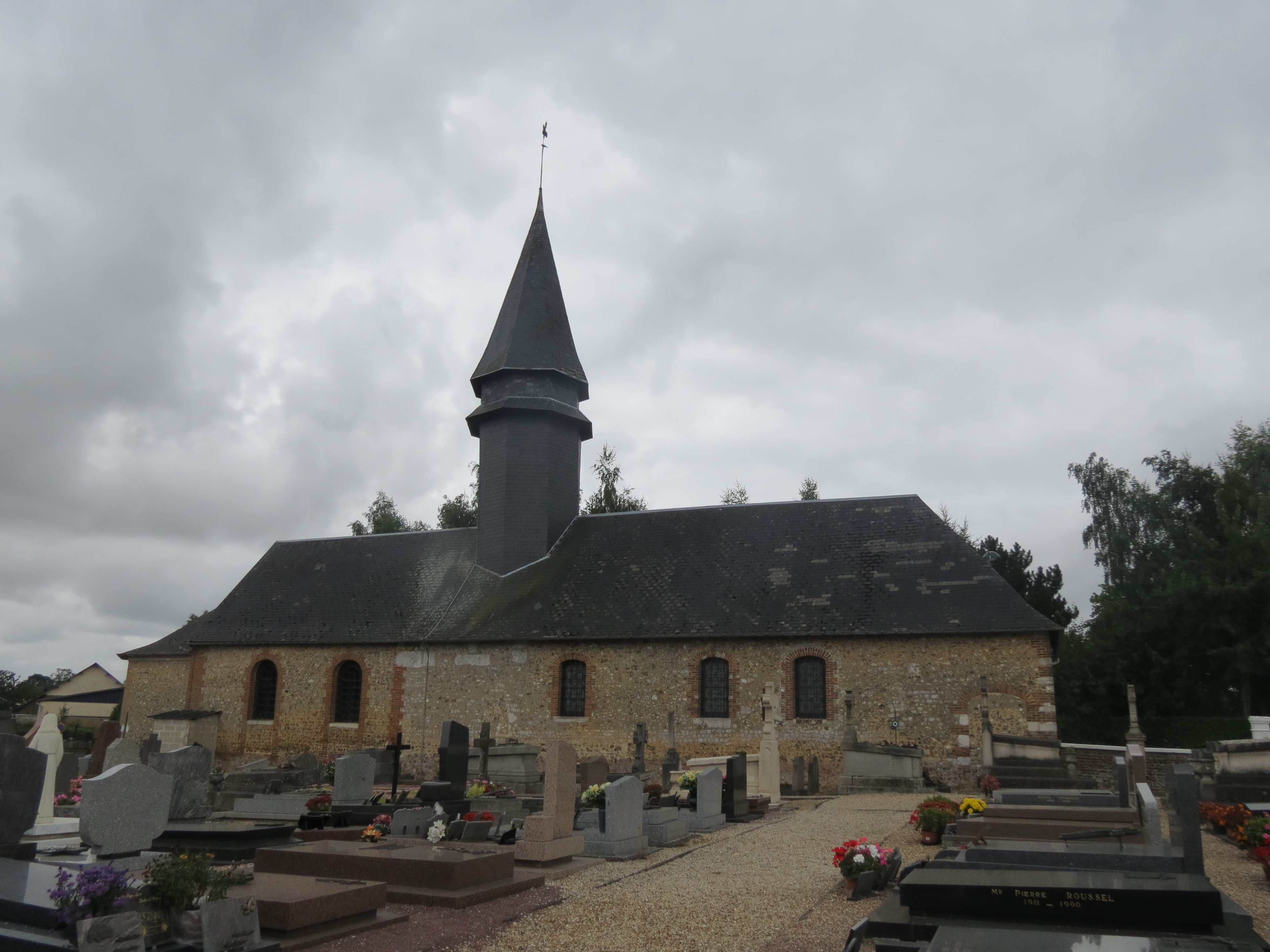
Église Saint-Nicolas.

- Musée de la musique mécanique (fermé).